# آدم هارجريفز
آدم هارجريفز (بالإنجليزية: Adam Hargreaves)‏ هو رسام توضيحي وكاتب بريطاني، ولد في 1964 في سري في المملكة المتحدة.